# Kammeri
Kammeri – wieś w Estonii, w prowincji Tartu, w gminie Kambja.